# Brian Taylor (Filmemacher)
Brian Taylor ist ein US-amerikanischer Regisseur und Drehbuchautor. Alle seine Projekte in den Jahren 2006 bis einschließlich 2012 entstanden in enger Zusammenarbeit mit Mark Neveldine. 2017 entwickelte er zusammen mit Grant Morrison die Syfy-Serie Happy! und 2020 zusammen mit Morrison und David Wiener die Peacock-Serie Schöne neue Welt.

## Filmografie (Auswahl)

### Regisseur
- 2006: Crank
- 2009: Crank 2: High Voltage
- 2009: Gamer
- 2012: Ghost Rider: Spirit of Vengeance
- 2017: Mom and Dad
- 2017–2019: Happy! (Fernsehserie, 9 Episoden)
- 2024: Hellboy: The Crooked Man

### Drehbuchautor
- 2006: Crank
- 2008: Pathology – Jeder hat ein Geheimnis (Pathology)
- 2009: Crank 2: High Voltage
- 2009: Gamer
- 2010: Jonah Hex
- 2017: Mom and Dad
- 2017–2019: Happy! (Fernsehserie, Schöpfer, Drehbuch von 6 Episoden)
- 2020: Schöne neue Welt (Brave New World, Fernsehserie, Schöpfer, Drehbuch von Episode 1x01)
- 2024: Hellboy: The Crooked Man